# Paulo Rodrigues Bulk
Paulo Rodrigues Bulk (10 mei 1960) is een voormalig Braziliaans voetballer.

## Carrière
Paulo speelde tussen 1993 en 1994 voor Verdy Kawasaki.